# Isla Blair
Pour les articles homonymes, voir Blair.
Isla Blair, née le 29 septembre 1944 à Bangalore (alors dans les Indes britanniques), est une actrice britannique.

## Biographie
Après des études à la Royal Academy of Dramatic Art, Isla Blair commence sa carrière dans Le Train des épouvantes (1965). Elle travaille beaucoup aussi pour la télévision et le théâtre.
En 1966, elle fait la rencontre, lors des répétitions au théâtre, de l'acteur Julian Glover, qu'elle épouse en 1968 et avec lequel elle a un fils, Jamie Glover (en), également acteur.

## Filmographie

### Cinéma
- 1965 : Le Train des épouvantes (section La Main baladeuse) : la directrice de la galerie
- 1968 : La Puce à l'oreille (A Flea in Her Ear) : Antoinette
- 1969 : La Bataille d'Angleterre : Mme Andy
- 1970 : Une messe pour Dracula : Lucy Paxton
- 1984 : Real Life : Anna
- 1989 : Indiana Jones et la Dernière Croisade : Mme Donovan
- 1989 : Valmont : une baronne
- 1990 : The Monk : Mère Agueda
- 1997 : The House of Angelo : Peg Wallington
- 1997 : Stone Tears
- 1999 : Le Match du siècle (The Match) : Sheila Bailey
- 2002 : Mrs Caldicot's Cabbage War
- 2003 : AfterLife : docteur Jackson
- 2011 : Johnny English, le retour : Shirley
- 2017 : Amy and Sophia : Vivien

### Télévision
- 1967 : Chapeau melon et bottes de cuir (The Avengers, 1 épisode) : Bride
- 1969 : Le Saint (1 épisode) : Janine Flambeau
- 1974 : La Chute des aigles (Fall of Eagles, 2 épisodes) : Grand Duchesse Ella
- 1974 : Le Fantôme de Canterville (téléfilm) : Lady Stutfield
- 1975 : Dixon of Dock Green (1 épisode) : Fleur Harris
- 1975-1976 : Cosmos 1999 (Space: 1999, 2 épisodes) : Femme Alien / Carla
- 1978 : Blake's 7 : Sinofar
- 1983 : Doctor Who (épisode The King's Demons) : Isabella
- 1985 : Screen Two (série télévisée) : la femme de Scott
- 1990 : L'Île au trésor (téléfilm) : Mme Hawkins
- 1992 : Inspecteur Morse : Janey Wilson
- 1995 : The Final Cut (mini-série, saison 3 de Château de cartes : Claire Carlsen
- 1998 : The Bill : Barbara Chambers
- 1999 : Heartbeat (1 épisode) : Elaine Aubrey
- 1999 : Noël dans le plus grand magasin du monde (The Greatest Store in the World) : Grand Lady
- 2000 : The Mrs. Bradley Mysteries (1 épisode) : Myrtle Quincy
- 2000 : Inspecteurs associés (Dalziel and Pascoe) : Florence Stockton
- 2002 : Holby City (1 épisode) : Mary Harrow
- 2003 : Inspecteur Barnaby (Le Parcours du combattant, saison 6 épisode 2) : Dr Jane Moore
- 2004 : Flics toujours (1 épisode) : Alice Pimley
- 2005 : The Quatermass Experiment (téléfilm) : Blaker
- 2006 : Casualty (1 épisode) : Agnes Ross
- 2010 : Single Father (4 épisodes) : Beatty
- 2010 : Londres, police judiciaire (2 épisodes) : Carla Hopley